# رینگه
رینگه (به لاتین: Ringe) یک منطقهٔ مسکونی در دانمارک است که در فابورگ واقع شده‌است. رینگه ۴٫۷۱ کیلومتر مربع مساحت و ۶٬۱۷۹ نفر جمعیت دارد.